# Kallambella, Sira
Kallambella là một làng thuộc tehsil Sira, huyện Tumkur, bang Karnataka, Ấn Độ.